# Андреевский сельский совет (Покровский район)
Андреевский сельский совет (укр. Андріївська сільська рада) — входит в состав
Покровского района
Днепропетровской области
Украины.
Административный центр сельского совета находится в 
с. Андреевка.

## История
- 1960 — дата образования.

## Населённые пункты совета
- с. Андреевка
- с. Братское
- с. Вольное
- с. Герасимовка
- с. Нечаевка
- с. Остаповское
- с. Песчаное
- с. Радостное
- с. Христофоровка